# Saint-Jouin-de-Marnes
Saint-Jouin-de-Marnes è un comune francese di 602 abitanti situato nel dipartimento delle Deux-Sèvres nella regione della Nuova Aquitania.

## Società

### Evoluzione demografica
Abitanti censiti